# 2003-as brit túraautó-bajnokság
A 2003-as BTCC szezon volt a 46. szezonja a brit túraautó-bajnokságnak. 20 futamból (10 forduló) állt, április 21-től szeptember 21-ig tartott.

## Versenynaptár
| Szám  | Pálya          | Dátum          | Győztes versenyző              |
| ----- | -------------- | -------------- | ------------------------------ |
| 1 2   | Mondello Park  | Április 21.    | James Thompson                 |
| 3 4   | Brands Hatch   | Május 5.       | Matt Neal Yvan Muller          |
| 5 6   | Thruxton       | Május 26.      | Yvan Muller                    |
| 7 8   | Silverstone    | Június 8.      | James Thompson Yvan Muller     |
| 9 10  | Rockingham     | Június 22.     | Matt Neal Yvan Muller          |
| 11 12 | Croft          | Július 13.     | Matt Neal Anthony Reid         |
| 13 14 | Snetterton     | Augusztus 9.   | Paul O’Neill Matt Neal         |
| 15 16 | Brands Hatch   | Augusztus 25.  | Warren Hughes Colin Turkington |
| 17 18 | Donington Park | Szeptember 7.  | Matt Neal Yvan Muller          |
| 19 20 | Oulton Park    | Szeptember 21. | James Thompson Matt Neal       |

## Végeredmény
| Versenyzői világbajnokság | Versenyzői világbajnokság | Versenyzői világbajnokság |
| Pozíció                   | Versenyző                 | Pont                      |
| ------------------------- | ------------------------- | ------------------------- |
| 1                         | Yvan Muller               | 233                       |
| 2                         | James Thompson            | 199                       |
| 3                         | Matt Neal                 | 148                       |
| 4                         | Paul O'Neill              | 138                       |
| 5                         | Alan Morrison             | 125                       |
| 6                         | Anthony Reid              | 121                       |
| 7                         | Warren Hughes             | 98                        |
| 8                         | Colin Turkington          | 97                        |
| 9                         | Tom Chilton               | 70                        |
| 10                        | Rob Collard               | 42                        |
| 11                        | David Leslie              | 28                        |
| 12                        | Gavin Pyper               | 24                        |
| 13                        | Carl Breeze               | 22                        |
| 14                        | James Kaye                | 16                        |
| 15                        | Dan Eaves                 | 15                        |
| 16                        | Phil Bennett              | 14                        |
| 17                        | Gareth Howell             | 14                        |
| 18                        | Daniel Buxton             | 1                         |
| 19                        | Paul Wallace              | 0                         |